# فريا ستارك
السيدة فريا مادلين ستارك (بالإنجليزية: Freya Madeline Stark)‏ الحاصلة على رتبة الإمبراطورية البريطانية (من مواليد 31 يناير عام 1893، وتوفيت في 9 مايو من عام 1993)، كاتبة رحلات ومستكشفة إنجليزية إيطالية. كان والدها بريطانيًا. كتبت ستارك أكثر من عشرين كتابًا عن رحلاتها إلى الشرق الأوسط وأفغانستان، إضافة إلى العديد من الأعمال والمقالات المتعلقة بسيرتها الذاتية الشخصية. كانت ستارك من أوائل الأشخاص، غير العرب، الذين سافروا وتوغلوا في المناطق الجنوبية من الصحراء العربية.

## أولى سنوات حياتها وتعليمها
ولدت فريا ستارك في 31 يناير عام 1893 في مدينة باريس حيث كان والداها يدرسان الفنون. كانت والدتها، فلورا، ذات أصول إنجليزية وفرنسية وألمانية وبولندية، أما والدها، روبرت، فكان رسامًا إنجليزيًا من مدينة ديفون. أمضت ستارك جزءاً كبيرًا من طفولتها في شمالي إيطاليا، وسهّل امتلاك صديق والدها، بين برواننج، لثلاث منازل في مدينة أسولو الإيطالية من حياتها في هذا البلد. عاشت جدة ستارك لوالدتها في مدينة جنوة الإيطالية.
لم يكن زواج والدي ستارك سعيدًا منذ البداية، فانفصلا في وقت مبكر من طفولة ابنتهما. زعم كاتب سيرة فريا ستارك، جين فليتش جينيس، نقلًا عن ابنة عمها، نورا ستانتون بلاتش بارني، أن والد ستارك الحقيقي هو أوبيديا داير، «شاب ميسور الحال من عائلة بارزة في نيو أورلينز». لا يملك أحد أي إثبات على هذه الرواية، حتى أنّ ستارك نفسها لم تشر إلى هذه الفرضية في أي من كتاباتها بما في ذلك سيرتها الذاتية الشخصية.
في عيد ميلادها التاسع، تلقت ستارك نسخة من كتاب ألف ليلة وليلة، وأصبحت بعد قراءتها له مفتونة بالمشرق. عانت ستارك من المرض في فترات متفاوتة من طفولتها وقضت معظم أوقاتها معزولة في المنزل، لذلك وجدت في القراءة المتنفس الوحيد لها. كانت ستارك تستمتع بقراءة الكتب الفرنسية، ولاسيما كتب المؤلف الكبير ألكسندر دوما، وتعلمت اللغة اللاتينية بنفسها. عندما كانت في الثالثة عشر من عمرها، وقعت ستارك ضحية حادث شنيع في أحد المصانع في إيطاليا، إذ علق شعرها في إحدى الآلات التي سحبتها حتى مزقت جزءًا من فروة رأسها وأذنها اليمنى. اضطرت ستارك بعد ذلك لقضاء أربعة أشهر في المشفى لإجراء عدة عمليات لترقيع الجلد، الأمر الذي تسبب في تشوه وجهها، واضطرت بعدها أن ترتدي القبعات وأغطية الرأس المبهرجة لبقية حياتها بهدف إخفاء ندوبها.
في الثلاثين من عمرها، اختارت ستارك دراسة اللغات في الجامعة. كانت تحلم بالهروب من واقع حياتها الصعبة كمزراعة زهور في شمال إيطاليا. اقترح أستاذ ستارك عليها أن تتخصص باللغة الآيسلندية، إلّا أنها آثرت في عام 1339هـ/ 1921م تعلم اللغة العربية بقصد السفر إلى البلاد العربية فقضت ثلاث سنوات في دراسة اللغات الشرقية -كما كانت تسمى في ذلك الوقت-، ومن ثم انتقلت لدراسة اللعة الفارسية. درست ستارك في كلية بيدفورد في لندن وفي مدرسة الدراسات الشرقية والأفريقية التابعتين لجامعة لندن.

## أسفارها وكتاباتها
خلال الحرب العالمية الأولى، تدربت ستارك في مفرزة المعونة الطوعية، وخدمت في بادئ الأمر مع وحدة جورج تريفيليان للإسعاف التابعة للصليب الأحمر البريطاني، ومقرها في فيلا ترينتو بالقرب من مدينة أوديني شمال شرق إيطاليا. في تلك الفترة، كانت والدة ستارك، فلورا، مستقرة في إيطاليا وكانت تعمل كشريكة في عمل تجاري. تزوجت أختها، فيرا، من شريكها في العمل. توفيت فيرا عام 1926 بعد إجهاضها. أوضخت ستارك في كتاباتها أن فيرا لم تكن قادرة على فرض شروطها الخاصة على حياتها، وأنها ستفعل كل ما بوسعها لئلا تقع في نفس خطأ خالتها، فبدأت بعد ذلك بوقت قصير أسفارها إلى الشرق الأوسط.
ألفت أكثر من عشرة كتب عن رحلاتها للمشرق. من أهمها «وديان الحشاشين» 1934 م و «البوابات الجنوبية للجزيرة العربية» 1936 م، و «جزيرة العرب» 1945 م، و «فرساوس في مهب الريح» 1948 م.

## وفاتها
توفيت فريا ستارك بعد أن بلغت المائة من عمرها في منزلها بإيطاليا وذلك في يوم الأحد 18 ذو القعدة 1413هـ الموافق لتاريخ 9 مايو 1993م.

## وصلات خارجية
- فريا ستارك على موقع الموسوعة البريطانية (الإنجليزية)
- فريا ستارك السائحة الصحفية المؤرخة سجلت حياة عراق الثلاثينات - توما شماني - كلدايا.نت